# María Luján Suárez
María del Mar Luján Suárez (geboren am 21. November 1988 in Telde) ist eine ehemalige spanische Handballspielerin, die auf der Spielposition Rückraum Mitte und links eingesetzt wurde.

## Vereinskarriere
María Luján Suárez begann ihre sportliche Karriere bei Rocasa Gran Canaria. Von dort wechselte sie im Jahr 2006 zu Mar Alicante. Im Jahr 2009 kehrte sie zum kanarischen Verein Rocasa Gran Canaria zurück und spielte dort bis zum Ende der Spielzeit 2017/2018. In der Saison 2018/2019 war Luján für Balonmano Zuazo aktiv, nach dieser Spielzeit beendete sie ihre Karriere als Spielerin.
Mit der Mannschaft von den kanarischen Inseln war sie auch in europäischen Vereinswettbewerben der EHF aktiv und gewann den EHF Challenge Cup in der Saison 2015/2016.

## Auswahlmannschaften
Lujan stand mehrfach im Aufgebot spanischer Nachwuchsauswahlmannschaften der RFEBM.
Sie debütierte am 7. April 2004 mit der spanische Jugend-Nationalmannschaft. Mit dieser Auswahl nahm sie an der U-17-Europameisterschaft 2005 (13. Platz) teil. Bis August 2005 bestritt sie 30 Jugend-Länderspiele, in denen sie 233 Tore warf.
Von April 2006 an spielte Luján mit der Nationalmannschaft der Juniorinnen. Eingesetzt wurde sie davei auch bei der U-19-Europameisterschaft 2007 (2. Platz) und der U-20-Weltmeisterschaft 2008 (4. Platz). Bis August 2008 stand sie mit den spanischen Juniorinnen in 56 Partien auf dem Feld und warf darin 269 Tore.
Von August 2014 bis November 2015 lief sie in acht Spielen der universitaria selección auf und warf darin insgesamt 25 Tore.

## Erfolge
- Gewinn des EHF Challenge Cups in der Saison 2015/2016
- Gewinn der Copa de la Reina 2015 und 2017

## Privates
Nach ihrem Karriereende als aktive Spielerin kehrte Luján im Jahr 2020 zu Rocasa Gran Canaria als Physiotherapeutin zurück.
Ihre ältere Schwester Gemma Luján spielte ebenfalls Handball (1995–2011).